# Druga marokanska kriza
Druga marokanska kriza, također poznata i kao Agadirska kriza, bila je međunarodna kriza koja je izbila kada je njemački ratni brod SMS Panther uplovio u marokansku luku u Agadiru 1. srpnja 1911.

## Povijest
Kada su francuske vlasti izvjestile o nemirima u marokanskom gradu Fesu, poslan je kontigent francuskih vojnika da uspostavi red. Francuzi zauzimaju Fez 21. svibnja 1911. Ministar vanjskih poslova Njemačke, Alfred von Kiderlen-Wächter, je smatrao da je to bilo kršenje dogovara s Konferencije u Algecirasu iz 1906., i poslao je bez konzultacija u vladi, njemačku topovnjaču SMS Panther s njemačkim zahtjevima 1. lipnja. Kiderlen-Wächter je računao da će doći do izolacije Francuske i da će Njemačka biti kompenzirana s velikim teritorijama u Africi, i neće se upustiti u rizik započinjanja rata u udaljenom Maroku. 
Francuska je međutim dobila podršku Ujedinjenog Kraljevstva kao i Rusije, dok njemački saveznici Austro-Ugarska i Italija nisu podržali Njemačku. Njemačka je bila primorana povući se. 
Feškim sporazumom, 4. studenog 1911., Njemačka je prihvatila francusku vladavinu Marokom u zamjenu za teritorij francusko-ekvatorske kolonije Srednjeg Konga (Novi Kamerun). Nijemci su smatrali da je kompenzacija nedovoljna. 
Agadirska kriza je pokazala da bi zemlje članice Antante vjerojatno podržale jedna drugu u slučaju međunarodnog sukoba većih razmjera, ali da Austro-Ugarska i Italija vjerojatno ne bi pomogle Njemačku ako one ne bi bile napadnute prve.